# Weidenegg
Weidenegg (früher auch Weideneck) ist eine Ortschaft in der Marktgemeinde Bad Traunstein im Bezirk Zwettl in Niederösterreich. Die Ortschaft hat 87 Einwohner (Stand: 1. Jänner 2024).

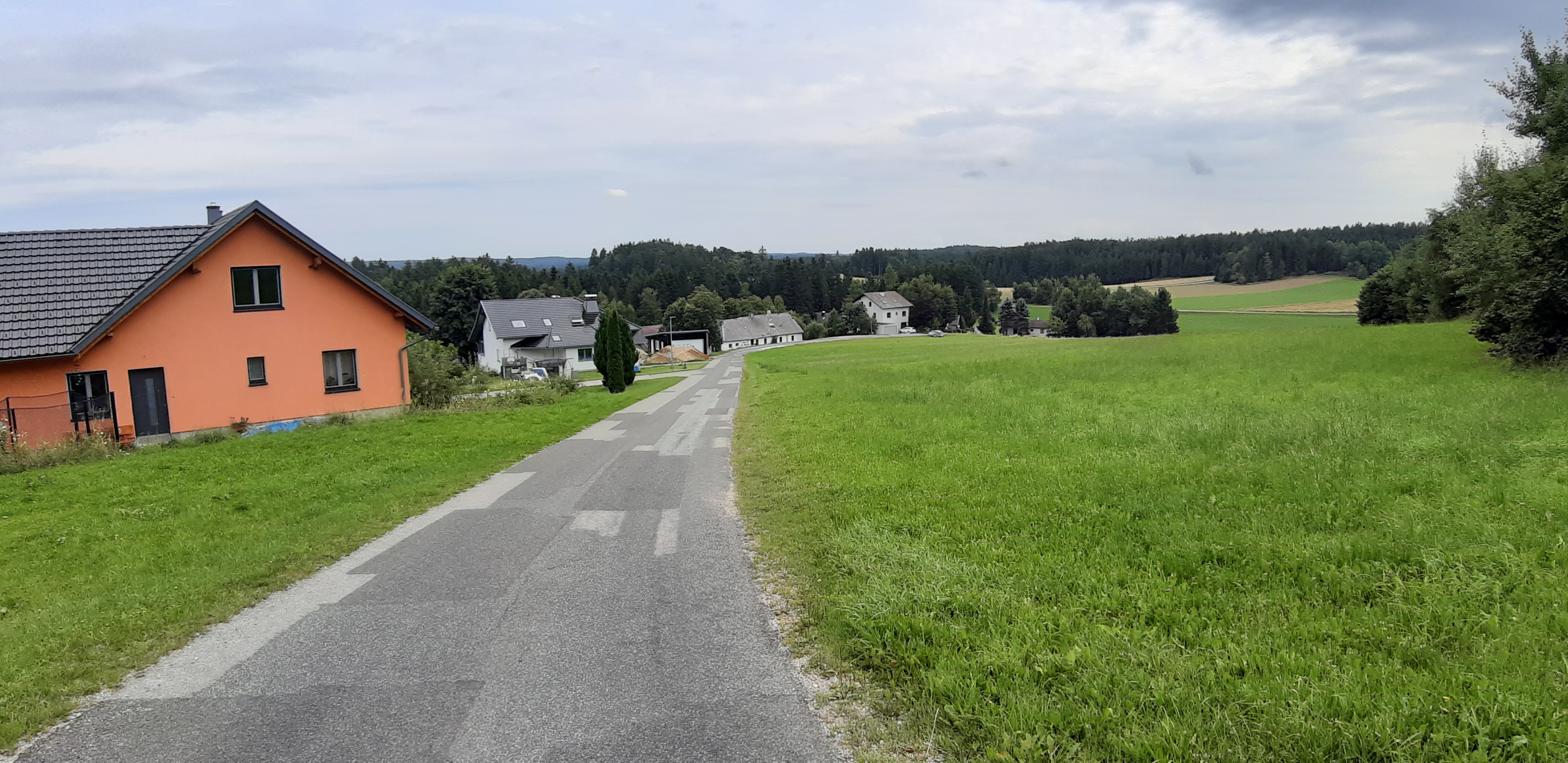
Blick auf den Ort

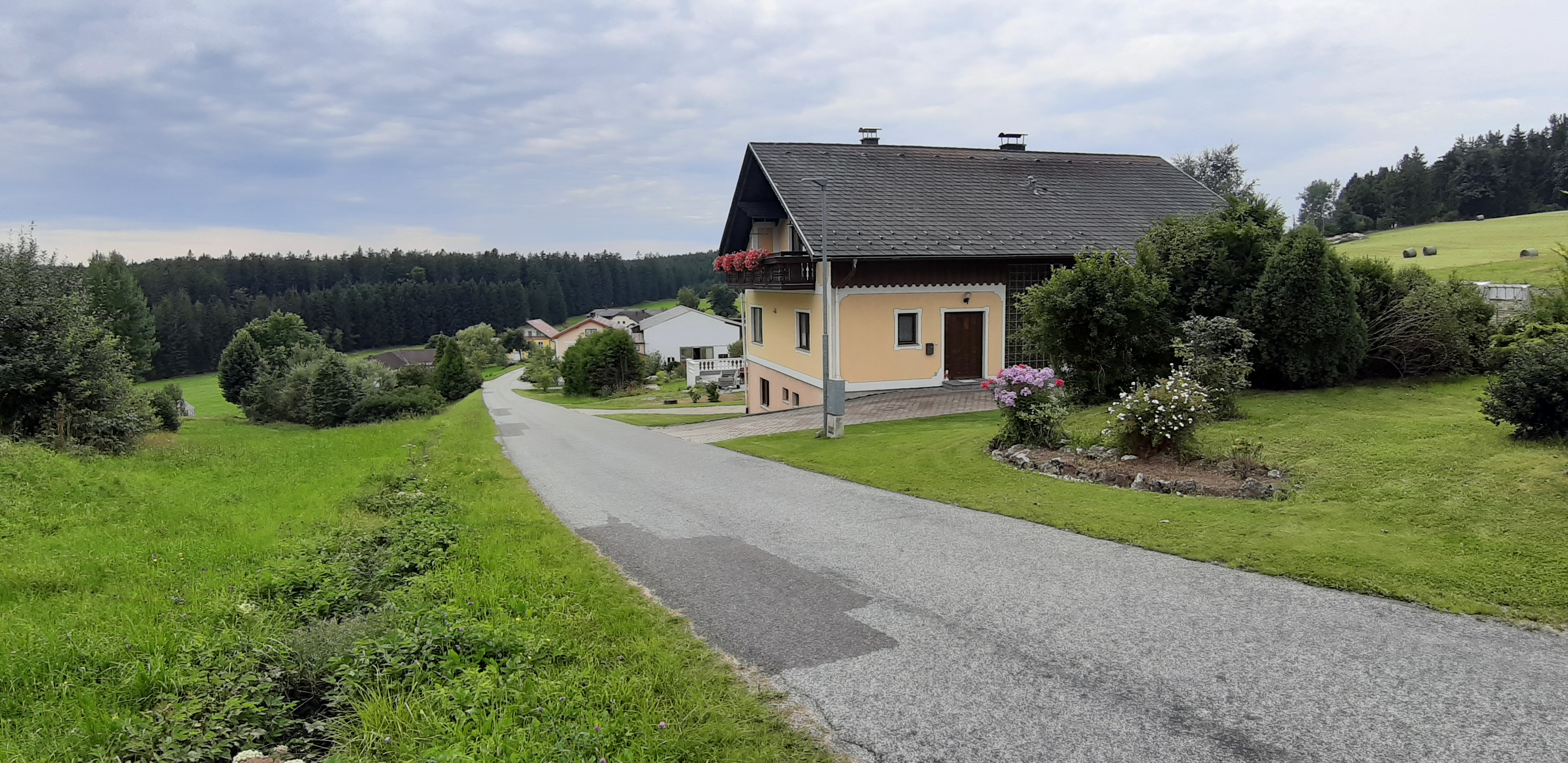
Blick auf den Ort

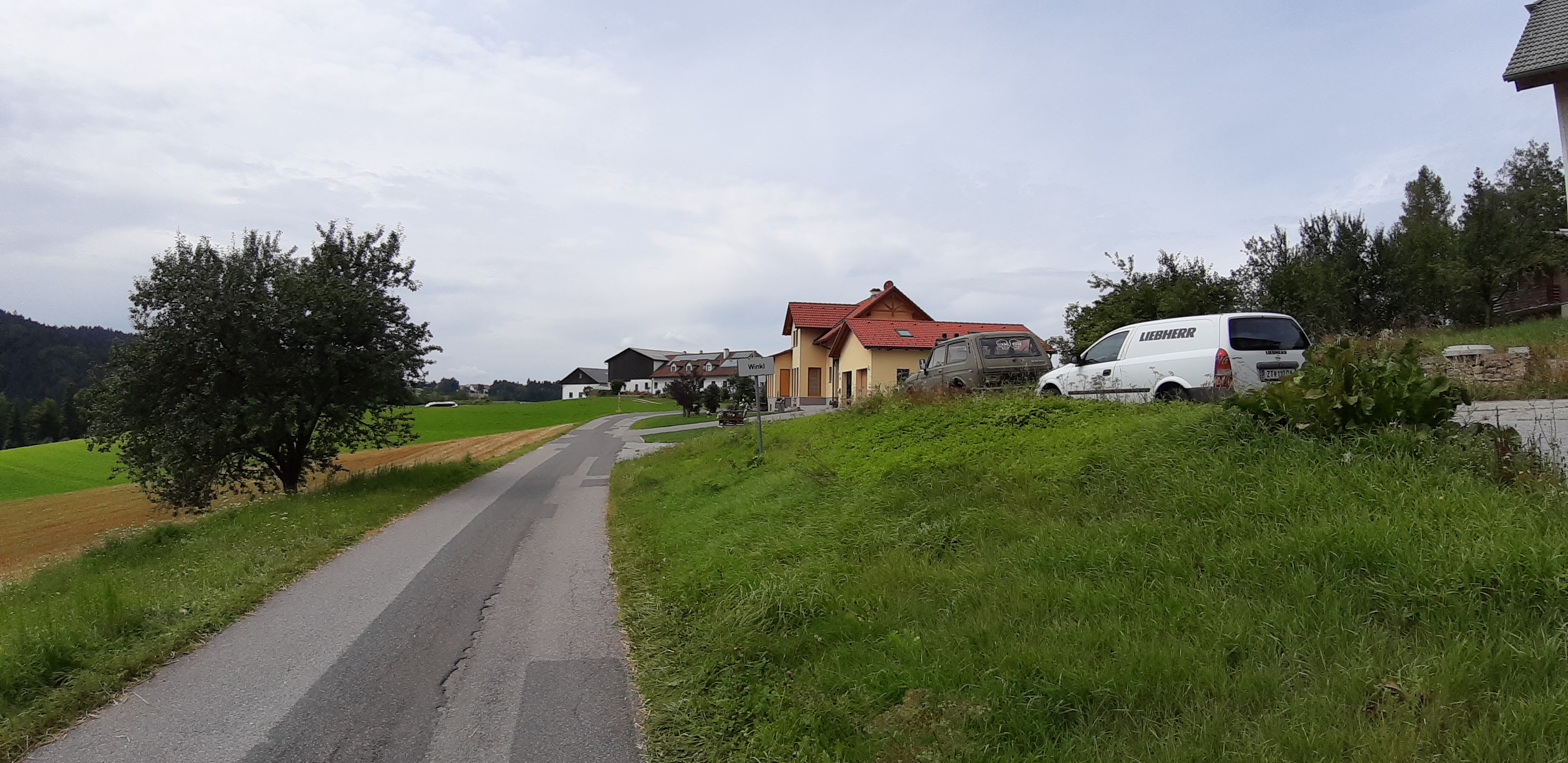
Blick auf den Ortsteil Winkl

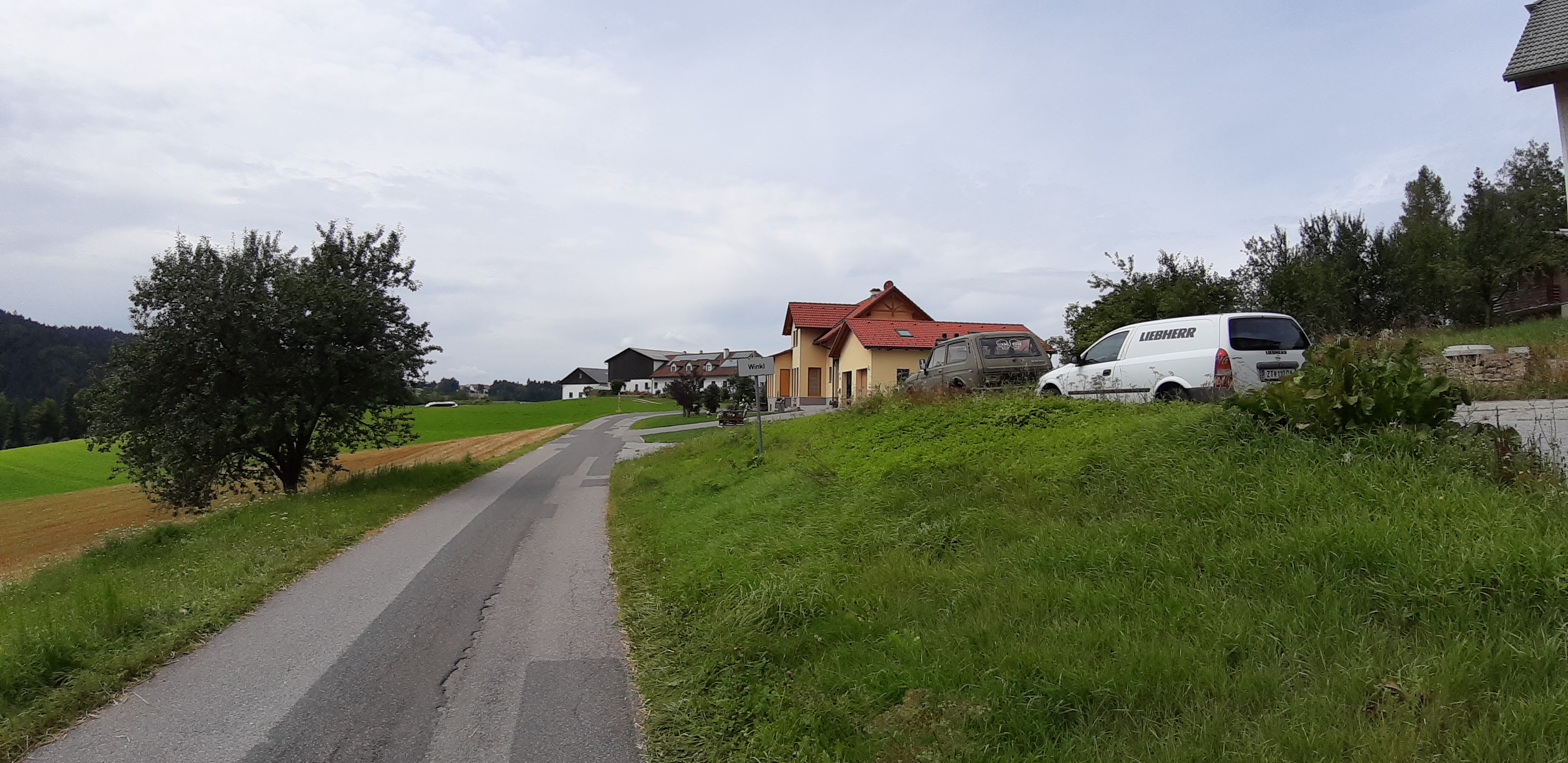
Blick auf den Ortsteil Kollegg

## Geografie
Die Ortschaft liegt südlich von Bad Traunstein an einer exponierten Lage unterhalb des Kienberges (941 m) und ist nur über Nebenstraßen erreichbar. Zur Ortschaft zählen weiters die Rotte Winkl und die Einzellagen Dornhof und Kollegg. Zusammen mit diesen Ortslagen bestanden am 1. April 2020 in Weidenegg 40 Adressen.

## Geschichte
Der Ort wurde bereits 1371 als Weytenekg erwähnt, 1556 dann als Weitenegkh zum Amte Traunstein gehörig, der Franziszeische Kataster aus dem Jahr 1823 zeigt die Ortslage mit drei Gehöften.
Im Jahr 1822 wurde der Ort als Dorf mit vier Häusern genannt, das nach Traunstein eingepfarrt war, wohin auch die Kinder eingeschult wurden. Die Herrschaft Rappottenstein besaß die Ortsobrigkeit, übte die Landgerichtsbarkeit aus, besorgte die Konskription und hatte die Grundherrschaft inne.
Nach dem Umbruch 1848 kam der Ort im Zuge der Bildung von Ortsgemeinden 1849 zur ehemaligen Ortsgemeinde Moderberg.
Laut Adressbuch von Österreich waren im Jahr 1938 in Weidenegg ein Binder, ein Tischler und mehrere Landwirte ansässig.
Nach der Auflösung von Moderberg mit 1. Jänner 1968 wurde der Ort ein Teil der Großgemeinde Traunstein.